# Tyranneau nain
Phyllomyias griseiceps
Espèce
Statut de conservation UICN

 LC  : Préoccupation mineure
Le Tyranneau nain (Phyllomyias griseiceps) est une espèce de passereau de la famille des Tyrannidae,.

## Distribution
Cet oiseau vit dans une zone allant de l'est du panama à la Colombie, à l'Équateur, au Guyana, à l'est du pérou et au nord du Brésil,,.

## Systématique
Cette espèce est monotypique selon la classification de référence du Congrès ornithologique international (version 9.1, 2019). Les quatre sous-espèces précédemment décrites, P. g. griseiceps et P. g. cristatus, P. g. cuacae et P. g. pallidiceps sont considérées comme identiques depuis les travaux de John W. Fitzpatrick publiés en 2004.